# Víctor Harel

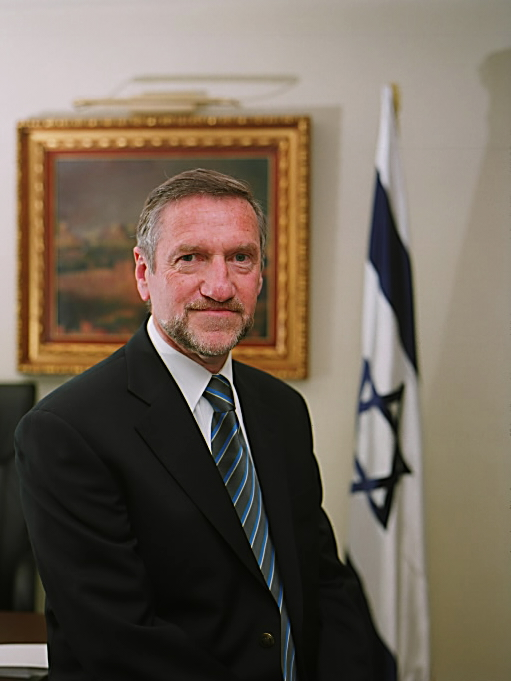
Víctor Harel en la sede de la embajada israelí en Madrid.

Víctor Harel (Montevideo, 1944) es un diplomático israelí. Fue embajador de Israel en España y Andorra.
De origen uruguayo, Harel emigró a Israel en 1962. Diplomático de carrera, se licenció en Derecho en 1968 en la Universidad Hebrea de Jerusalén.
Ingresó en el Ministerio de Asuntos Exteriores israelí en 1971. Desde entonces ha desempeñado numerosos cargos en el Ministerio y en misiones en el exterior. Entre 1971 y 1976 fue vicejefe de la Embajada de Israel en México. Entre 1980 y 1985 desempeñó diversos cargos en la Embajada de Israel en Washington (incluyendo el de portavoz de la Embajada) y el de Representante Permanente de Israel ante la Organización de Estados Americanos (OEA). Formó parte del equipo de portavoces de la Delegación de Israel en la Conferencia de Paz de Madrid (1991). 
Su siguiente destino en el exterior fue Bruselas, como embajador de Israel en Bélgica y Luxemburgo (1993-1996). Allí recibió la "Gran Oficial de la Corte de Leopoldo II" (1997), una condecoración del Gobierno de Bélgica.
El 1 de julio de 2003 fue nombrado embajador plenipotenciario de Israel en España y Andorra.
También ha desarrollado diversas funciones en el Ministerio de Exteriores en Jerusalén, como la de director general para Asuntos Económicos (1977-2001) y director general para Europa Occidental (2001-2003).